# Удружење од јавног интереса
Удружење од јавног интереса је удружење чије дјеловање превазилази интересе његових чланова и намијењено је интересу јавности у Републици Српској. 

## Статус
Према Закону о измјенама и допунама Закона о удружењима и фондацијама Републике Српске једно удружење може стећи статус удружења од јавног интереса ако његово дјеловање превазилази интересе његових чланова и ако је намијењено интересу јавности, односно неким њеним сегментима, у сљедећим областима: здравство, наука, социјална заштита, заштита околине, цивилно друштво, ратни ветерани, људска права, права мањина, помоћ сиромашним и социјално угроженим, помоћ инвалидима, дјеци и старијим лицима, толеранција, култура, аматерски спортови, вјерске слободе, помоћ жртвама елементарних непогода, удружења потрошача и другим областима од јавног интереса.
Статус удружења од јавног интереса утврђује Влада Републике Српске на предлог Министарства управе и локалне самоуправе, уз претходно мишљење надлежног министарства, по основу историјског, културолошког, мултиетничког, територијалног и социјално-хуманитарног принципа.
Укупно 29 удружења у Републици Српској носи статус удружења од јавног интереса.